# Kosiarka pokosowa samojezdna

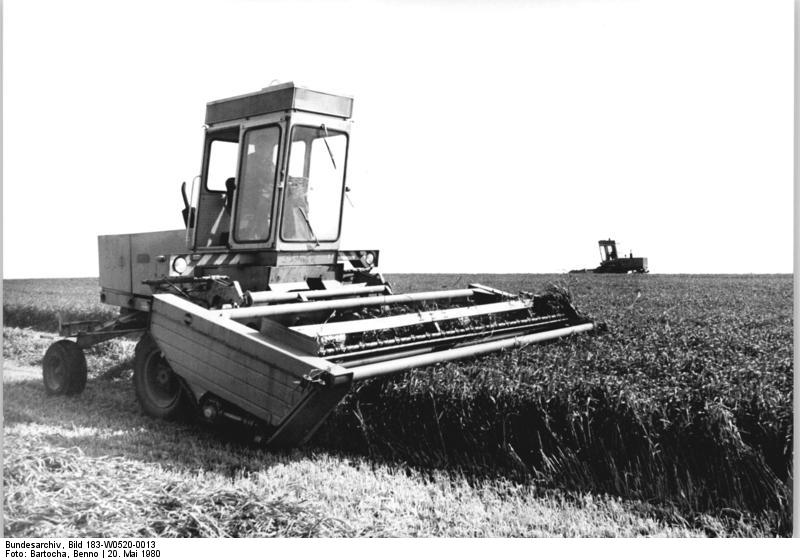
Dwie kosiarki Fortschritt E301 podczas pracy

Kosiarka pokosowa samojezdna – maszyna rolnicza służąca do koszenia i układania pokosów regularnej szerokości z roślin niskołodygowych (lucerna, koniczyna, groch, zboża, trawy), a także rzepaku – przyczynia się to do równomiernego dojrzewania ziarna. Po wymianie przyrządu tnącego (hederu lub kosiarki rotacyjnej) na podbieracz pokosów, kosiarka służy do przetrząsania, przemieszczenia, obracania i formowania w pokos siana lub trawy ułożonych wcześniej w rzędy.

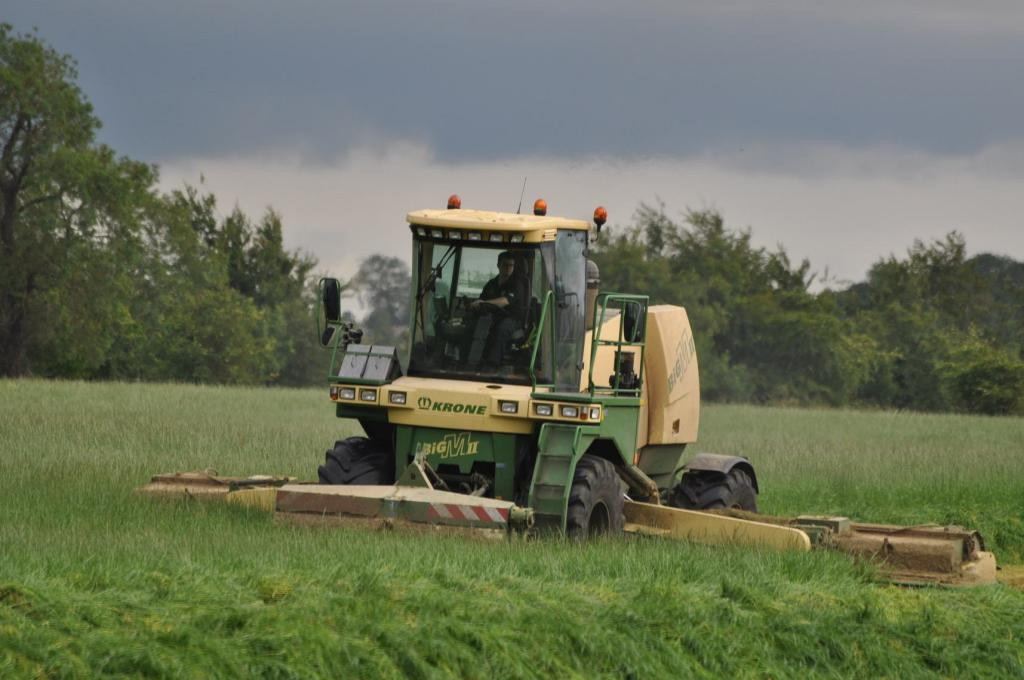
Nowoczesna kosiarka Krone Big M II

Kosiarka składa się z maszyny podstawowej napędzanej silnikiem wysokoprężnym oraz wymiennych przystawek. Funkcję maszyny podstawowej może pełnić baza sieczkarni samojezdnej przy zastosowaniu odpowiedniej przystawki lub wymontowaniu z niej zespołu rozdrabniającego i zamontowaniu w jego miejsce ramy zawieszania kosiarki.
Najbardziej znane w Polsce firmy produkujące kosiarki samojezdne:
- Fortschritt
- KRONE
- Claas